# Filaret (Amfitieatrow)
Filaret, imię świeckie Fiodor Gieorgijewicz Amfitieatrow, po przyjęciu wielkiej schimy Teodozjusz (ur. 6 kwietnia?/17 kwietnia 1779 w Wysokim, zm. 9 grudnia?/21 grudnia 1857 w Kijowie) – rosyjski biskup prawosławny, święty Rosyjskiego Kościoła Prawosławnego.

## Życiorys
Urodził się w bogobojnej rodzinie kapłana prawosławnego. Ukończył seminarium duchowne w Siewsku w 1797. 7 listopada 1798 złożył wieczyste śluby mnisze, przyjmując imię Filaret. Ze względu na wyróżniające się wyniki w nauce został zatrudniony w seminarium jako jego wykładowca. 9 listopada 1798 został hierodiakonem, zaś 13 stycznia 1799 – hieromnichem. Mając 23 lata był już igumenem, rektorem seminarium duchownego w Siewsku i przełożonym Monasteru Swienskiego. W 1804 został archimandrytą. W tym samym roku został przeniesiony na stanowisko rektorem seminarium duchownego w Orenburgu, które dzięki jego działalności podniosło się z upadku.
W 1813 archimandryta Filaret został wezwany do Petersburga do podjęcia tam pracy duszpasterskiej w różnych świątyniach. Jeszcze w tym samym roku otrzymał nominację na przełożonego monasteru św. Józefa Wołokołamskiego. W 1814 został inspektorem Petersburskiej Akademii Duchownej oraz otrzymał tytuł naukowy doktora nauk teologicznych. Po półtora roku przeniesiono go do pracy w Moskiewskiej Akademii Duchownej. Wykładał tam teologię dogmatyczną i przez rok pełnił funkcję rektora.
1 czerwca 1819 archimandryta Filaret został wyświęcony na biskupa kałuskiego i borowskiego. Jako zwierzchnik tejże eparchii duchowny zwracał szczególną uwagę na głoszone w cerkwiach kazania; jego własne homilie cieszyły się znaczną popularnością. Angażował się również w budowę nowych świątyń, w szczególności wznoszenie murowanych cerkwi na miejscu starszych, drewnianych (w okresie zarządzania przez niego eparchią powstało ich 25). Duchowny wspierał również rozwój monasterów eparchii oraz seminarium duchownego w Kałudze.
12 stycznia 1825 został przeniesiony do eparchii riazańskiej. 22 sierpnia 1826 otrzymał godność arcybiskupa. Już 25 lutego 1828 skierowano go do eparchii kazańskiej. Ponownie zaangażował się w niej w budowę nowych świątyń i poprawę poziomu głoszonych kazań. Zajmował się działalnością misyjną wśród żyjących na terytorium eparchii staroobrzędowców. W roku 1836 przeniesiony na katedrę jarosławską i rostowską. W 1837, po przyjeździe do Petersburga na obrady Świątobliwego Synodu Rządzącego, dowiedział się o nominacji na katedrę kijowską i halicką. Eparchią tą kierował przez dwadzieścia lat, do końca życia. Podobnie jak w poprzednich eparchiach, zaangażował się w organizację szkół cerkiewnych i wspieranie już istniejących, w tym Kijowskiej Akademii Duchownej. Znaczne środki przekazywał na budowę i remonty świątyń oraz monasterów. Przez wiernych nazywany był „miłościwym Filaretem”. Niechętnie odnosił się do projektu przekładu Biblii na współczesny język rosyjski. Do 1842 był stałym członkiem Świątobliwego Synodu Rządzącego. Zmuszony do wycofania się z prac Synodu przez oberprokuratora Protasowa, dążącego do całkowitego podporządkowania go świeckiej administracji, wrócił do Kijowa. Nie stracił jednak całkowicie swojej pozycji i wpływów w Kościele.
W 1841 w tajemnicy złożył śluby mnisze wielkiej schimy, przyjmując imię Teodozjusz. Każdego roku kilka miesięcy spędzał w skicie – Pustelni Gołosiejewskiej, gdzie prowadził życie zwykłego mnicha.
W 1855 stan jego zdrowia zdecydowanie się pogorszył, co duchowny uznał za zapowiedź rychłej śmierci. 6 grudnia 1857 po raz ostatni odsłużył Świętą Liturgię. Ostatnie tygodnie życia spędził nie wychodząc ze swojego mieszkania, gdzie jednak przyjmował wszystkich wiernych pragnących się z nim spotkać. Zmarł 21 grudnia 1857 i został pochowany osiem dni później w cerkwi Podwyższenia Krzyża Pańskiego w kompleksie Ławry Peczerskiej, zgodnie z własnym życzeniem. W 1994 jego szczątki przeniesiono do Dalszych Pieczar Ławry.
Metropolita Filaret jest bohaterem utworu Drobiazgi z życia biskupów Nikołaja Leskowa, w którym obok biskupa Neofita (Sosnina) został ukazany jako wzór do naśladowania dla całego rosyjskiego duchowieństwa, jeden z nielicznych hierarchów Rosyjskiego Kościoła Prawosławnego, których zachowanie pozwala zachować nadzieję na moralną odnowę Kościoła w przyszłości, pozytywnie wyróżniający się z grona rosyjskich biskupów swoją łagodnością i dobrocią